# Saltillomimus
Saltillomimus là một chi khủng long, được Aguillón Martínez mô tả khoa học năm 2010.